# Thestor monotona
Thestor monotona är en fjärilsart som beskrevs av Leo Schwingenschuss 1939. Thestor monotona ingår i släktet Thestor och familjen juvelvingar. Inga underarter finns listade i Catalogue of Life.